# AMK Kraków (żużel)
AMK Kraków – polski klub żużlowy z Krakowa działający w latach 1956–1957.

## Historia
Żużel w Krakowie zaczął swoją działalność w roku 1956, kiedy to powstał Auto Mobil Klub Nowa Huta. Zespół został zgłoszony do rozgrywek II ligi i startował w grupie „Południe”, na inaugurację zajmując ostatnie miejsce, skutkiem czego zakwalifikowano go do nowo utworzonej najniższej klasy rozgrywkowej – III ligi. Pod nową nazwą, AMK Kraków, zespół wygrał grupę „Południe” III ligi i uzyskał prawo awansu do II ligi. Przed sezonem 1958 sekcja żużlowa AMK została jednak rozwiązana i podzielona na dwa kluby: Wandę Nowa Huta i Cracovię.

## Poszczególne sezony
| Sezon | Rozgrywki ligowe | Rozgrywki ligowe          | Rozgrywki ligowe | Uwagi                                                                           |
| Sezon | Liga             | Liga                      | Miejsce          | Uwagi                                                                           |
| ----- | ---------------- | ------------------------- | ---------------- | ------------------------------------------------------------------------------- |
| 1956  | II               | II liga (gr. „południe”)  | 8/8              | Spadek w wyniku reorganizacji rozgrywek – podjęto decyzję o utworzeniu III ligi |
| 1957  | III              | III liga (gr. „południe”) | 1/5              |                                                                                 |

| Poziom ligowy | Liczba sezonów | Sezony |
| ------------- | -------------- | ------ |
| II            | 1              | 1956   |
| III           | 1              | 1957   |